# ゾラン・ヴァルヴォディッチ
ゾラン・ヴァルヴォディッチ（クロアチア語: Zoran Varvodić、1963年12月26日 - ）は、クロアチアの元サッカー選手。ポジションはGK。

## 経歴
スプリトに生まれ、GOŠKドゥブロヴニクで選手となり、ハイドゥク・スプリト、FKスパルタク・スボティツァ、NKオリンピア・リュブリャナに在籍した。オリンピア・リュブリャナ時代にユーゴスラビア社会主義共和国連邦が崩壊し、その後はクロアチア国内だとHNKドゥブロヴニク、プリモラツ・ストブレツ、NKザダル、RNKスプリトに在籍した他、NKコロタン・プレヴァリェやカディスCFにも在籍した。
ハイドゥク・スプリト時代の1987年にはユーゴスラビアカップの決勝に出場、NKリエカとの一戦であった。この試合の119分にピッチに立つと、PK戦のゴールキーパーとなり、3つのPKを止める活躍を見せ、PK戦の結果は9-8まで縺れ込んだものの、タイトルを獲得する事が出来た。

## 生活
息子のミロ・ヴァルヴォディッチもサッカー選手。
また1980年代には髪型が似ていた事からランボーの愛称で呼ばれた。